# Amboten (herb szlachecki)
Amboten – polski herb szlachecki.

## Opis herbu
Opis zgodnie z klasycznymi regułami blazonowania:
W polu błękitnym krzesło złote. 
Klejnot: godło między dwiema gałązkami wawrzynu zielonymi. 
Labry: Błękitne, podbite złotem.

## Najwcześniejsze wzmianki
Jan i Maciej Fryderyk Amboten podpisali się jako posłowie z województwa inflanckiego pod elekcją króla Władysława IV.

## Herbowni
Amboten.